# Лека Захарија
Лека Захарија (умро 1444. или 1447.) је био арбанашки племић из породице Захарија. Владао је Дањом (Вау-Дејс) и Сатијем. 

## Биографија
Лека је био једини син господара Дања, Које Захарије, и његове жене Боше (Иван Јастребов пише: Боже). Имао је сестру Бољу која се удала најпре за Балшу III, а потом за Петра I Павловића или Петра Војсалића из породице коју је хрватска историографија накнадно прозвала Хрватинићима. Лека је наследио оца пре 1442. године. Један је од оснивача Љешке лиге. Савез албанских племића основан је 2. марта 1444. године од стране: Леке Захарије, његових вазала Павла и Николе Дукађинија, Петра Спанија (господара Дришта), Леке Душманија (господара Малог Пулта), Ђорђа Стреза Балшића и његове браће Јована Стреза Балшића и Гојка Балшића (господара Мизије, између Кроје и Алезија), Андреа Топије (господара области између Драча и Тиране), његовог нећака Тануша Топије, Ђорђа Аријанита Комнина, Теодора Короне Мусашија и Стефана Црнојевића (господара Горње Зете). 
Према Марину Барлети, Лека Захарија је 1445. године, на прослави венчања Скендербегове сестре Мамице Кастриот, дошао у сукоб са Леком Дукађини. Разлог спора била је жена по имену Ирина Душмани. Ирина је одлучила да се уда за Леку Захарију што Лека Дукађини није прихватио. Лека Захарија је ранио Леку Дукађинија, а није га убио само захваљујући интервенцији Вране Контија. Две године касније, Лека Захарија убијен је у заседи. Лека Дукађини је оптужен за убиство. Према млетачким изворима убиство се догодило 1444. године. 
Након његовог убиства мајка Божа је предала Дањ Млечанима 1446. године.